# 루키우스 네라티우스 프리스쿠스
루키우스 네라티우스 프리스쿠스(Lucius Neratius Priscus)는 로마의 원로원 의원이자 이 시기 일류 법률가이며, 프로쿨루스 학파의 수장을 한동안 맡기도 했다. 그는 97년 5월 6월 시기 눈디니움 때 마르쿠스 안니우스 베루스를 동료로 둔 보조집정관이었다.

## 가문
네라티아 씨족의 기원은 삼니움 중심지인 사이피눔으로 한다. 프리스쿠스의 아버지는 서기 87년에 동명의 보좌 집정관이다. 그는 루키우스 네라티우스 마르켈루스라는 남동생이 있었는데, 그는 73년이나 74년에 보좌집정관이었고 파트리키 계층으로 편입되었던 숙부 마르쿠스 히리우스 프론토 네라티우스 판사에게 입양되었다. 마르켈루스는 프리스쿠스보다 앞서 2년 전에 보좌 집정관이 되었고, 129년에는 직권 집정관이 되었다.
판노니아 인페리오르의 총독의 존재에서 추론된, 이름이 같고 122년이나 123년에 집정관이었던 아들의 존재 가능성은 로널드 사임이 동의한 G. Camodeca가 1976년에 쓴 논문으로 오류임이 증명되었다.

## 생애
쿠르수스 호노룸 과정의 대부분을 프리스쿠스는 거쳤다. 그의 첫 알려진 직위는 79년경에서 80년경 사이 모곤티아쿰 (오늘날 마인츠) 지역에 있었던 프리미게니아 제22군단의 트리부누스 밀리툼이었다. 다음으로 그는 재무관 (83/84년경) 직위를 수행했으며, 이 전통적인 공화정 시기의 정무관 직위를 완료함으로써 프리스쿠스는 원로원에 이름을 올릴 수 있었을 것이다. 그 뒤 호민관 (85/86년경), 법무관 (88/89년경) 등 다른 정무관 직위를 수행하였으며 일반적으로 원로원 계급은 집정관에 오르기 이전 원로원이나 횡제 속주의 총독을 맡으나 프리스쿠스는 그것에 대해 알려진 것이 없다. 보좌 집정관을 수행한 후, 프리스쿠스는 고대 로마의 가장 이름있는 사제직 네 개 중 하나인 셉템비리 에풀로눔 사제단에 입회하였다. 그는 또한 잇달아 게르마니아 인페리오르 (98-101년), 그 다음은 판노니아 (102-105) 등의 황제 속주 관리 임무를 맡았다.
유스티니아누스의 ‘학설휘찬’에는 트라야누스 황제가 법률적 문제에 대해 프리스쿠스와 티티우스 아리스토의 도움을 청했다고 기록되어 있다. ‘히스토리아 아우구스타’에 따르면, 트라야누스가 그의 후임자로 하드리아누스를 최종적으로 결정하기 전에 프리스쿠스를 자신의 후임자로 삼을 것을 고려했었다는 풍문이 있었다고 한다. 황제 자리에 대한 잠재적 경쟁자였음에도, 프리스쿠스는 하드리아누스 황제가 조언을 구했던 법률 전문가 중 한 명이었다.